# Draga Mašin

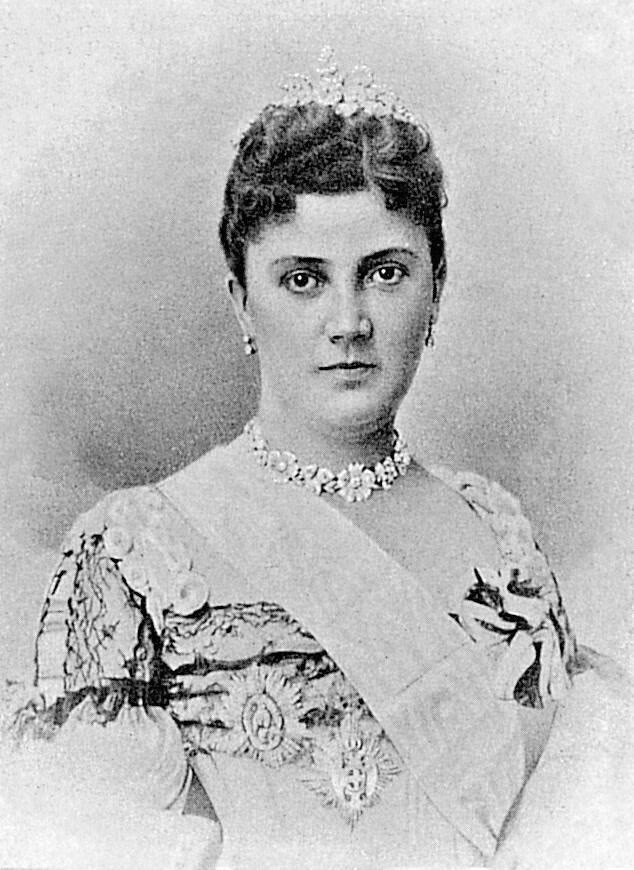
Draga Lunjevica

Draga Mašin, geborene Lunjevica, auch bekannt unter dem Namen Draga von Serbien, (* 23. September 1867 (?) in Gornji Milanovac; † 11. Juni 1903 in Belgrad) war Königin von Serbien.

## Leben
Draga war das sechste von sieben Kindern des hochrangigen Staatsdieners Panta Lunjevica (1840–1887) und dessen Frau Anđelija (geborene Koljević). Sie wuchs mit zwei älteren Brüdern und vier Schwestern auf. Ihre Eltern waren Anhänger des Hauses Obrenović; die Mutter litt an einer Alkoholkrankheit und der Vater starb in einem Irrenhaus. Draga besuchte ab dem Alter von 9 Jahren ein Internat in Belgrad.
In erster Ehe war sie ab 1883 mit dem Bauingenieur Svetozar Mašin (1851–1886) verheiratet, der jung verstarb. Als Witwe lebte sie zunächst in Petrovac na Mlavi und diente ab etwa 1890 als Hofdame der ehemaligen serbischen Königin Natalija, die vom zuvorigen König Milan I. geschieden in Biarritz in Frankreich lebte, aber weiterhin Einfluss auf die serbische Politik nahm: Der gemeinsame Sohn und König von Serbien, Alexander I. (1876–1903) war noch minderjährig und wurde von zwei Parteien rund um die Königseltern beeinflusst: Die prorussische gemeinsam mit Natalija und die proösterreichische gemeinsam mit Milan I.
Bei einem Besuch in Biarritz im Jahr 1897 lernte Alexander die skandalumwitterte Draga Mašin kennen, die ein ausschweifendes Leben in Paris und Wien genossen haben soll. Ihr wurde auch Prostitution und gar der Mord an ihrem ersten Mann nachgesagt. Nach dieser Begegnung wurde Draga aus dem Dienst der Königsmutter entlassen, die das gegenseitige Interesse von Draga und Alexander bemerkt und missbilligt hatte. Nichtsdestotrotz heirateten Draga und Alexander am 5. August 1900 in Belgrad, womit der König sich den Unmut und aktiven Widerstand seiner Mutter zuzog, die politisch weiterhin großen Einfluss auf Serbien nahm. Schließlich verbannte er die eigene Mutter ins Ausland.
Jedoch auch beim Volk war die nicht-adelige Draga tief verhasst. Die Situation wurde dadurch noch verschärft, dass aufgrund der kinderlosen Ehe König Alexanders mit Draga angeblich einer ihrer im Offizierskorps äußerst unbeliebten Brüder zum Thronfolger der Dynastie Obrenović bestimmt werden sollte.
Am 10. Juni 1903 drang eine Gruppe von Offizieren, organisiert durch Dragutin Dimitrijević, in den Königlichen Palast in Belgrad ein. Alexander und Draga versteckten sich in einem begehbaren Wandschrank, wurden jedoch entdeckt. Sie wurden ermordet und ihre verstümmelten Leichen wurden aus einem Fenster des Palastes geworfen. Dies war das Ende der Herrschaft der Obrenović.
Alexander und Draga wurden in der Markuskirche in Belgrad beigesetzt.

## Rezeption
Dragas Machtstreben und ihrem tragischen Ende hat Ada Negri das Gedicht Il sogno di Draga gewidmet.
Der Historien-Stummfilm Die Geliebte des Gouverneurs erschien 1927.
Maria Fagyas benutzte den Staatsstreich als Stoff für ihren Roman Der Tanz der Mörder (1973).